# Samuel Magrill
Samuel Magrill (* 1952) ist ein US-amerikanischer Komponist und Musikpädagoge.
Magrill studierte Komposition am Oberlin Conservatory und an der University of Illinois at Urbana-Champaign. Er unterrichtete Musiktheorie und Komposition an der University of Wyoming und der California State University, Long Beach und seit 1988 an der University of Central Oklahoma, wo er eine Professur innehat und Composer in Residence ist.
Unter den mehr als 100 Kompositionen Magrills finden sich Werke für Soloinstrumente, Kammermusik, Orchesterwerke und Opern. Er erhielt u. a. Preise des National Endowment for the Arts, der Illinois Arts Council, der ASCAP und der Oklahoma Music Teachers' Association.